# Wereldkampioenschappen schaatsen afstanden 2016 - 1000 meter vrouwen
De 1000 meter vrouwen op de wereldkampioenschappen schaatsen afstanden 2016 werd gereden op vrijdag 12 februari 2016 in het ijsstadion Kometa in Kolomna, Rusland.
Brittany Bowe was de regerend wereldkampioen en Zhang Hong regerend olympisch kampioen. Van de zes wereldbekerwedstrijden eerder in het seizoen won Bowe er vier en Heather Richardson-Bergsma en Jorien ter Mors beiden een. Ter Mors bleek haar Amerikaanse concurrenten te snel af en won haar eerste wereldtitel.

## Plaatsing
De regels van de ISU schrijven voor dat er maximaal 24 schaatssters zich plaatsen voor het WK op deze afstand. Geplaatst zijn de beste veertien schaatssters van het wereldbekerklassement na vier manches, aangevuld met de tien tijdsnelsten van die eerste vier manches van de wereldbeker. Achter deze 24 namen werd op tijdsbasis nog een reservelijst van zes namen gemaakt. Aangezien het aantal deelnemers per land beperkt is tot een maximum van drie, telt de vierde (en vijfde etc.) schaatsster per land niet mee voor het verloop van de ranglijst. Het is aan de nationale bonden te beslissen welke van hun schaatssters, mits op de lijst, naar het WK afstanden worden afgevaardigd.
Japan startte maar met twee vrouwen in plaats van drie en Zuid-Korea vulde de enige startplaats niet op. Dit opende de deur voor Kazachstan en Polen om via de reservelijst alsnog aan deze afstand mee te doen.

## Statistieken

### Uitslag
| #      | Naam                       | Land | Tijd       |
| ------ | -------------------------- | ---- | ---------- |
| Goud   | Jorien ter Mors            | NED  | 1.14,73 BR |
| Zilver | Heather Richardson-Bergsma | USA  | 1.14,94    |
| Brons  | Brittany Bowe              | USA  | 1.15,01    |
| 4      | Vanessa Bittner            | AUT  | 1.15,51    |
| 5      | Zhang Hong                 | CHN  | 1.15,70    |
| 6      | Ireen Wüst                 | NED  | 1.15,71    |
| 7      | Marrit Leenstra            | NED  | 1.15,77    |
| 8      | Miho Takagi                | JPN  | 1.15,85    |
| 9      | Ida Njåtun                 | NOR  | 1.16,24    |
| 10     | Hege Bøkko                 | NOR  | 1.16,27    |
| 11     | Li Qishi                   | CHN  | 1.16,29    |
| 12     | Olga Fatkoelina            | RUS  | 1.16,35    |
| 13     | Karolína Erbanová          | CZE  | 1.16,80    |
| 14     | Gabriele Hirschbichler     | GER  | 1.16,86(1) |
| 15     | Kaylin Irvine              | CAN  | 1.16,86(6) |
| 16     | Ayaka Kikuchi              | JPN  | 1.16,89    |
| 17     | Natalia Czerwonka          | POL  | 1.17,02    |
| 18     | Jekaterina Ajdova          | KAZ  | 1.17,14    |
| 19     | Roxanne Dufter             | GER  | 1.17,33    |
| 20     | Sugar Todd                 | USA  | 1.17,62    |
| 21     | Jekaterina Sjichova        | RUS  | 1.18,19    |
| 22     | Jelizaveta Kazelina        | RUS  | 1.18,21    |
| 23     | Nikola Zdráhalová          | CZE  | 1.19,38    |
| DQ     | Yu Jing                    | CHN  | DQ         |

### Loting
| Rit | Binnenbaan                 | Buitenbaan        |
| --- | -------------------------- | ----------------- |
| 1   | Jelizaveta Kazelina        | Ireen Wüst        |
| 2   | Natalia Czerwonka          | Nikola Zdráhalová |
| 3   | Kaylin Irvine              | Hege Bøkko        |
| 4   | Jekaterina Ajdova          | Sugar Todd        |
| 5   | Ayaka Kikuchi              | Yu Jing           |
| 6   | Gabriele Hirschbichler     | Roxanne Dufter    |
| 7   | Miho Takagi                | Jorien ter Mors   |
| 8   | Jekaterina Sjichova        | Karolína Erbanová |
| 9   | Ida Njåtun                 | Vanessa Bittner   |
| 10  | Olga Fatkoelina            | Li Qishi          |
| 11  | Heather Richardson-Bergsma | Zhang Hong        |
| 12  | Marrit Leenstra            | Brittany Bowe     |

1996 · 
1997 · 
1998 · 
1999 · 
2000 · 
2001 · 
2003 · 
2004 · 
2005 · 
2007 · 
2008 · 
2009 · 
2011 · 
2012 · 
2013 · 
2015 · 
2016 · 
2017 · 
2019 · 
2020 · 
2021 · 
2023 · 
2024 · 
2025